# Teleomorfo
Teleomorfo, ou estádio meiospórico, é a designação dada à forma capaz de se reproduzir sexuadamente do ciclo de vida de um fungo dos filos Ascomycota ou Basidiomycota. O teleomorfo, em conjunto com a forma reprodutiva mitospórica, designada por anamorfo, constitui o holomorfo da espécie.

## Conceitos
Os grupos taxonómicos de fungos que apresentam um ciclo de vida com fases reprodutivas distintas apresentam pleomorfismo, isto é uma morfologia distinta para cada fase do seu ciclo de vida, o que em muitos casos levou a que cada forma fosse descrita como um organismo diverso. Quando se demonstrou que eram formas do mesmo organismo, tornou-se necessário adoptar uma designação para cada uma delas que permitisse identificar univocamente a fase do ciclo de vida e o agrupamento taxonómico de pertença. As designações adoptadas são as seguintes:
- Teleomorfo — o morfo correspondente à fase reprodutiva sexual, tipicamente caracerizada pelo desenvolvimento de um corpo de frutificação e por actividade meiospórica por formação de esporos por meiose;
- Anamorfo — o morfo correspondente à fase reprodutiva assexual, associada a formas de reprodução mitospóricas e a morfologias do tipo bolor, com formação de esporos por mitose. Alguns fungos produzem múltiplos anamorfos morfologicamente distintos, denominados sinanamorfos;
- Holomorfo — é a designação adoptada para a descrição morfológica de todas as formas associada ao ciclo de vida completo do fungo, incluindo todas as formas anamorfas e teleomorfas.

As designações «anamorfo», «teleomorfo» e «holomorfo» ganharam uso generalizado na sequência de intenso debate conduzido sob os auspícios da International Mycological Association (Associação Micológica Internacional) que levaram à sua introdução no International Code of Botanical Nomenclature, o qual sofreu mudanças drásticas introduzidas no congresso realizado em Sydney no ano de 1981 com o objectivo de clarificar e simplificar procedimentos nomenclaturais no campo dos fungos. A edição de 1995 do influente Ainsworth and Bisby’s Dictionary of the Fungi procurou substituir o termo «anamorfo» por «fungo mitospórico» e «teleomorfo» por «fungo meiospórico» com base na ideia que a distinção fundamental derivava da mitose ou da meiose precederem a esporulação.  Esta é, contudo, uma escolha controversa, porque não é claro que as diferenças morfológicas que tradicionalmente definem anamorfos e teleomorfos estejam completamente associadas com a forma sexuada ou assexuada de reprodução, ou mesmo se o mecanismo sexual está suficientemente bem entendido em alguns casos.

## Teleomorfos, anamorfos e a nomenclatura dos fungos
Os membros do reino Fungi, os fungos, classificam-se primariamente com base nas suas estruturas associadas com a reprodução sexual, que é a que mais tende a ser evolutivamente conservada. Apesar disso, muitos fungos apenas se reproduzem assexualmente, não sendo fácil de os acomodar numa classificação que tem como base os caracteres sexuais, enquanto outros produzem tanto estados assexuais como sexuais. Essas espécies difíceis de encaixar nos sistemas de classificação mais comuns são membros frequentes do agrupamento Ascomycota, mas também se encontram entre eles numerosos Basidiomycota.
Também existem fungos que se reproduzem tanto sexual como assexualmente, mas que frequentemente só se lhes observa um método reprodutivo num ponto específico do tempo ou sob condições ambientais ou de ciclo de vida específicas. Adicionalmente, os fungos crescem tipicamente em colónias mistas onde alguns esporulam e outros não. Torna-se assim difícil reunir os vários estádios de uma mesma espécie.
Em consequência dessas dificuldades, o artigo 59.º do International Code of Botanical Nomenclature, na sua redacção actual, permite ao micólogo atribuir nomes separados às formas (os morfos) asexuais (os anamorfos) e sexuais (os teleomorfos). Quando se conhecem ambos os nomes específicos para os estádios anamorfos e teleomorfos do mesmo fungo, o holomorfo deve tomar o nome do teleomorfo, embora possa, em determinadas circunstâncias, tomar o nome do anamorfo se subsequentemente se associa o nome com um teleomorfo.
Os fungos para os quais não se conhece a produção de um teleomorfo eram historicamente colocados num filo artificial designado por Deuteromycota, também conhecido como Fungi Imperfecti, simplesmente por conveniência classificativa. Este sistema de nomenclatura dual pode, contudo, ser confuso e está a ser abandonado em campos em que é essencial a identificação precisa do organismo, como sejam em fitopatologia, taxonomia, micologia, medicina e microbiologia da alimentação, entre outros, campos onde em geral se encontram as formas de reprodução assexual.